# Sixeonotus gracilis
Sixeonotus gracilis är en insektsart som beskrevs av Willis Blatchley 1928. Sixeonotus gracilis ingår i släktet Sixeonotus och familjen ängsskinnbaggar. Inga underarter finns listade i Catalogue of Life.